# Uhluvatka, Hrîstînivka
Uhluvatka (în ucraineană Углуватка) este localitatea de reședință a comunei Uhluvatka din raionul Hrîstînivka, regiunea Cerkasî, Ucraina.

## Demografie
Componența lingvistică a localității Uhluvatka
     Ucraineană (98,1%)
     Rusă (1,9%)
Conform recensământului din 2001, majoritatea populației localității Uhluvatka era vorbitoare de ucraineană (98,1%), existând în minoritate și vorbitori de rusă (1,9%).